# إنتل كور آي 3

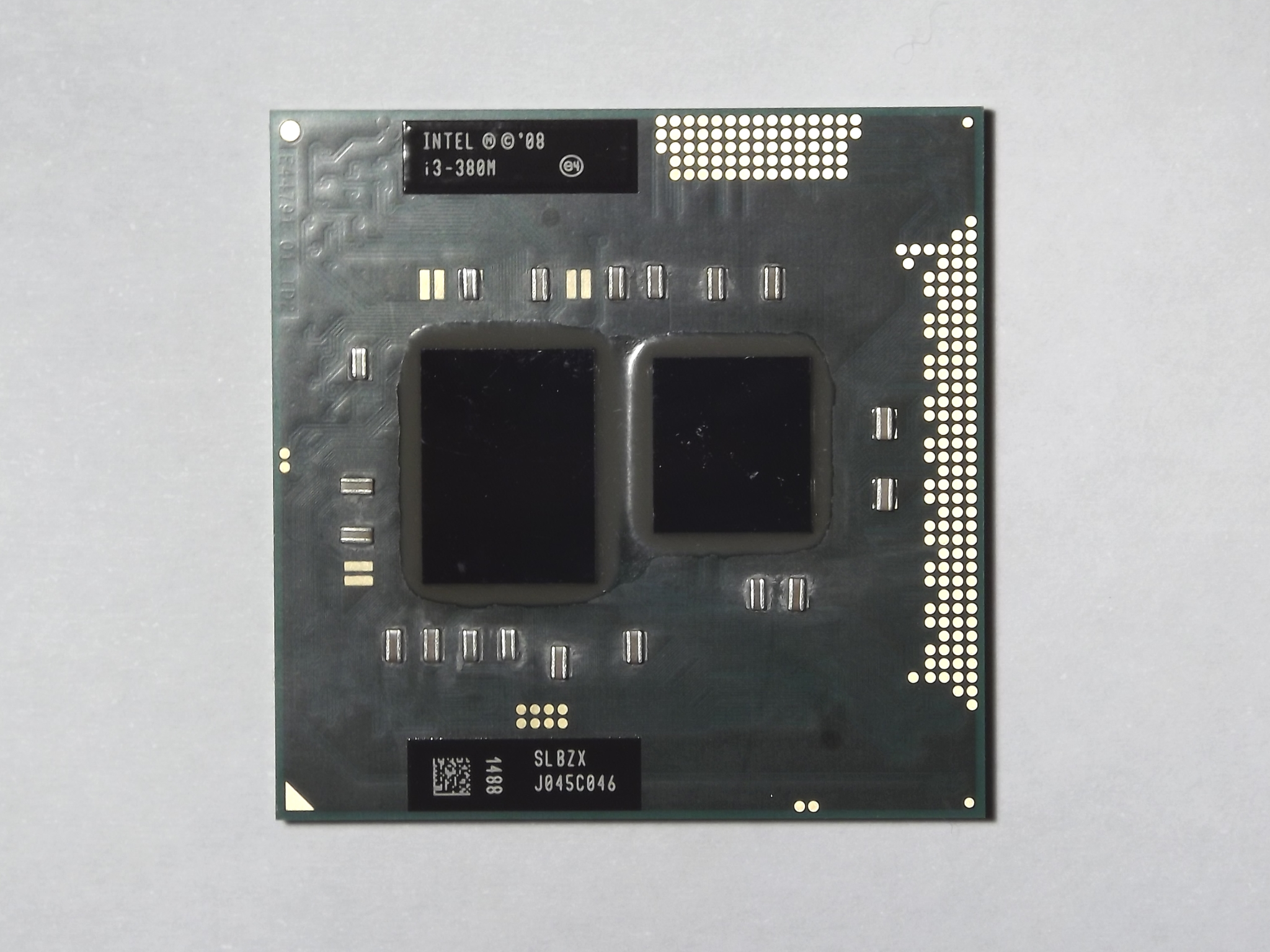

إنتل كور i3 هو أحد معالجات المكتبية x86-64 من عائلة إنتل.

## مميزات وفوائد إنتل كورi3
| رقم المعالج                                                                         |
| ----------------------------------------------------------------------------------- |
| معالجات أجهزة الكمبيوتر المكتبي من الجيل السابع                                     |
| معالج Intel® Core™ i3-7100T (ذاكرة تخزين مؤقت بسعة 3 ميغابايت، وسرعة 3,40 غيغاهرتز) |
| معالج Intel® Core™ i3-7100 (ذاكرة تخزين مؤقت بسعة 3 ميغابايت، وسرعة 3,90 غيغاهرتز)  |
| معالج Intel® Core™ i3-7320 (ذاكرة تخزين مؤقت بسعة 4 ميغابايت، وسرعة 4,10 غيغاهرتز)  |
| معالج Intel® Core™ i3-7300 (ذاكرة تخزين مؤقت بسعة 4 ميغابايت، وسرعة 4,00 غيغاهرتز)  |
| معالج Intel® Core™ i3-7300T (ذاكرة تخزين مؤقت بسعة 4 ميغابايت، وسرعة 3,50 غيغاهرتز) |
| معالجات الأجهزة المحمولة من الجيل السابع                                            |
| معالجات أجهزة الكمبيوتر المكتبي من الجيل السادس                                     |
| معالجات الأجهزة المحمولة من الجيل السادس                                            |

| رقم المعالج                                                                         | سرعة الساعة   | ذاكرة الكاش | عدد النوى / عدد خيوط المعالجة | الحد الأقصى لـ TDP/الطاقة | أنواع الذاكرة                   | الرسوميات             |
| ----------------------------------------------------------------------------------- | ------------- | ----------- | ----------------------------- | ------------------------- | ------------------------------- | --------------------- |
|                                                                                     |               |             |                               |                           |                                 |                       |
| معالج Intel® Core™ i3-7100T (ذاكرة تخزين مؤقت بسعة 3 ميغابايت، وسرعة 3,40 غيغاهرتز) | 3,40 جيغاهرتز | 3 ميغابايت  | 2 / 4                         | 35 واط                    | الذاكرتان DDR4-2400 وDDR3L-1600 | رسوميات Intel® HD 630 |
| معالج Intel® Core™ i3-7100 (ذاكرة تخزين مؤقت بسعة 3 ميغابايت، وسرعة 3,90 غيغاهرتز)  | 3,90 غيغاهرتز | 3 ميغابايت  | 2 / 4                         | 51 واط                    | الذاكرتان DDR4-2400 وDDR3L-1600 | رسوميات Intel® HD 630 |
| معالج Intel® Core™ i3-7320 (ذاكرة تخزين مؤقت بسعة 4 ميغابايت، وسرعة 4,10 غيغاهرتز)  | 4,10 غيغاهرتز | 4 ميغابايت  | 2 / 4                         | 51 واط                    | الذاكرتان DDR4-2400 وDDR3L-1600 | رسوميات Intel® HD 630 |
| معالج Intel® Core™ i3-7300 (ذاكرة تخزين مؤقت بسعة 4 ميغابايت، وسرعة 4,00 غيغاهرتز)  | 4,00 غيغاهرتز | 4 ميغابايت  | 2 / 4                         | 51 واط                    | الذاكرتان DDR4-2400 وDDR3L-1600 | رسوميات Intel® HD 630 |
| معالج Intel® Core™ i3-7300T (ذاكرة تخزين مؤقت بسعة 4 ميغابايت، وسرعة 3,50 غيغاهرتز) | 3.50 غيغاهرتز | 4 ميغابايت  | 2 / 4                         | 35 واط                    | الذاكرتان DDR4-2400 وDDR3L-1600 | رسوميات Intel® HD 630 |
|                                                                                     |               |             |                               |                           |                                 |                       |
|                                                                                     |               |             |                               |                           |                                 |                       |
|                                                                                     |               |             |                               |                           |                                 |                       |

## الميزات والأداء

### السرعة التي تحتاج إليها
يتميز معالج Intel® Core™ من الجيل السابع بالطاقة والسرعة اللازمتين لتلبية متطلباتك، إضافةً إلى أنه مزود بسرعة استجابة فائقة. افتح الملفات والبرامج بسرعة وانتقل أيضاً بسلاسة بين التطبيقات وصفحات الويب من دون تأخير.

### ترفيه استثنائي
اختبر المحتويات فائقة الوضوح بالنقاوة والحدة اللتين تتميز بهما دقة 4K.1 وبفضل وحدات بكسل أكثر بأربع مرات من شاشات الوضوح الكامل، ستحصل على صور أكثر نقاوة ووضوحاً وتستمتع بعرض استثنائي لا مثيل له.

### من دون عناء
يمكن تشغيل أجهزة الكمبيوتر الشخصي المعاصرة بسهولة أكبر من أي وقت مضى بفضل تسجيل الدخول السريع والسهل بواسطة تقنية التعرف إلى الوجه وبدء التشغيل بـ 0,5 ثوانٍ إلى جانب عدم الشعور أبداً بالثقل بفضل الأجهزة الجديدة فائقة النحافة.

### الأفضل بات أفضل
عندما تلتقي طاقة معالجات Intel® Core™ مع وعد نظام التشغيل Windows® 10، تصبح الجرأة خاطفةً للأنفاس.
تعرّف على المزيد

## اعمد إلى الترقية اليوم
تسوق بحثاً عن أجهزة 2 في 1 والأجهزة المتكاملة وأجهزة الكمبيوتر المحمول والأجهزة المكتبية المشغلة بواسطة أحدث معالجات Intel®.